# Samuel Smith Harrison
Samuel Smith Harrison (* 1780 in Virginia; † April 1853 in Kittanning, Pennsylvania) war ein US-amerikanischer Politiker. Zwischen 1833 und 1837 vertrat er den Bundesstaat Pennsylvania im US-Repräsentantenhaus.

## Werdegang
Weder Samuel Harrisons genaues Geburtsdatum noch sein Geburtsort sind überliefert. Auch sein genaues Sterbedatum ist unbekannt. Er besuchte zunächst vorbereitende Schulen. Nach einem anschließenden Jurastudium und seiner Zulassung als Rechtsanwalt begann er in diesem Beruf zu arbeiten. Später zog er nach Kittanning im Armstrong County in Pennsylvania, wo er ebenfalls als Anwalt praktizierte. In den 1820er Jahren schloss er sich der Bewegung um den späteren Präsidenten Andrew Jackson an und wurde Mitglied der von diesem 1828 gegründeten Demokratischen Partei.
Bei den Kongresswahlen des Jahres 1832 wurde Harrison im neugebildeten 23. Wahlbezirk von Pennsylvania in das US-Repräsentantenhaus in Washington, D.C. gewählt, wo er am 4. März 1833 sein neues Mandat antrat. Nach einer Wiederwahl konnte er bis zum 3. März 1837 zwei Legislaturperioden im Kongress absolvieren. Seit dem Amtsantritt von Präsident Jackson im Jahr 1829 wurde innerhalb und außerhalb des Kongresses heftig über dessen Politik diskutiert. Dabei ging es um die umstrittene Durchsetzung des Indian Removal Act, den Konflikt mit dem Staat South Carolina, der in der Nullifikationskrise gipfelte, und die Bankenpolitik des Präsidenten.
Nach dem Ende seiner Zeit im US-Repräsentantenhaus war Samuel Harrison wieder als Rechtsanwalt tätig. Er starb im April 1853 in Kittanning, wo er auch beigesetzt wurde.